# Mbale
Mbale je grad u Ugandi i sjedište istoimenog distrikta u regiji Eastern. Nalazi se na istoku države (37 km od granice s Kenijom), udaljen 237 km cestom sjeveroistočno od Kampale, na 1140 metara nadmorske visine. Leži na uskotračnoj pruzi koja povezuje gradove Tororo i Pakwach. Viktorijino jezero se nalazi nekih 100 km južno.
U gradu se nalazi Islamsko sveučilište u Ugandi (IUIU). Također, tu je i Mojsijeva sinagoga, oko koje je naseljen narod Abayudaya koji prakticira judaizam.
Dio radnje filma o Jamesu Bondu, Casino Royale iz 2006., smješten je u Mbale premda te scene nisu tamo snimljene. 
Mbale je godine 2008. imao 84.100 stanovnika.

## Vanjske poveznice
|  | Zajednički poslužitelj ima još gradiva o temi Mbale |